# Sporthalle Böblingen
Die Sporthalle Böblingen war eine 1966 erbaute Mehrzweckhalle in der baden-württembergischen Stadt Böblingen, welche Anfang 2008 aus wirtschaftlichen Gründen abgerissen wurde. Sie bot zuletzt – aufgrund baurechtlicher Beschränkungen – Platz für ca. 6.000 Menschen.

## Geschichte
Der Bau der Halle wurde durch den Gemeinderat am 24. April 1963 beschlossen. Nach dem Richtfest am 3. Juni 1965 konnte die Sporthalle am 24. September 1966 feierlich eingeweiht werden. Vor der Eröffnung der Schleyerhalle in Stuttgart war sie der Veranstaltungsort für Großereignisse in der Region Stuttgart. Bis zu ihrer Schließung im Dezember 2007 fanden neben Konzerten auch bekannte Fernsehshows wie Musik ist Trumpf, Wetten, dass..?, Verstehen Sie Spaß?, Die große Show der Naturwunder, Flitterabend sowie das Deutsche Song-Festival in der Halle statt. Während der Landesgartenschau 1996 wurde sie als Ausstellungsort genutzt.
Die Sporthalle war seit Entstehen immer wieder Konzertstätte bekannter Rock- und Popstars oder Bands. Auch Interpreten Volkstümlicher Musik waren des Öfteren zu Gast.
In der Halle wurden Vorrundenspiele des olympischen Handballturniers 1972 ausgetragen. Weitere Sportveranstaltungen, die in dieser Halle stattfanden, waren unter anderem Spiele der Europa-Liga im Tischtennis sowie Wettbewerbe für Jugend trainiert für Olympia.

## Abriss
Die über 40-jährige Geschichte der Sporthalle Böblingen endete mit der Abrissparty am 29. Dezember 2007. Am 28. Januar 2008 begann der Abbruch der Veranstaltungshalle. Die Halle wurde abgerissen, da sie renovierungsbedürftig war und bei geschätzten Sanierungskosten von zehn Millionen Euro nicht mehr kostengerecht instand gesetzt werden konnte, so war beispielsweise ein hoher Anteil an gesundheitsgefährlichem Asbest verbaut. Auf der frei gewordenen Fläche startete 2012 der Bau von Wohngebieten. Als Veranstaltungsort dient fortan die Kongresshalle Böblingen.

## Neubaupläne
2013 entstanden Bemühungen für den Bau einer neuen Mehrzweckhalle als Ersatz für die beliebte Sporthalle. Die neue Veranstaltungshalle sollte zwischen 18 und 25 Millionen Euro kosten und bis zu 5.000 Plätze bieten. Als Standort wurde das Gebiet Stockbrünnele neben der Theodor-Heuss-Schule an der Herrenberger Straße ins Gespräch gebracht. Sie wäre mit starken Wettbewerb konfrontiert, denn das Angebot an Veranstaltungshallen in der Region hatte sich mit der seit 2006 betriebenen Porsche-Arena in Stuttgart mit 6000 Plätzen und der seit 2011 nutzbaren MHP-Arena in Ludwigsburg mit bis zu 7200 Plätzen erweitert.